# The Walking Dead Orchestra
The Walking Dead Orchestra est un groupe de death metal français, originaire de la région Rhône-Alpes.

## Histoire
Fondé en 2011, le groupe est alors composé de cinq membres : Jean-Baptiste Machon (guitare/cofondateur), Cedric Ciulli (batteur/cofondateur), Kévin Reymond (guitare), Eduardo Meneses (basse) et Florian Gabriele (chant).
Depuis sa création le groupe compte une démo et deux albums studio.
Le groupe se distingue, selon certains médias, par sa technicité précise et rigoureuse.
En 2012, la formation entame une série de concerts à travers la France et l'Équateur (aux côtés de Descomunal) en passant par le Quito Fest,. Cette tournée débouche sur la sortie d'un premier album en 2013 : Architects of Destruction, sous le label français Klonosphere. 
À la suite de cela, Kévin Reymond et Eduardo Meneses quittent le groupe. Marc-Antoine Foulon (guitare) et Charles Collette (basse) rejoignent l'aventure.
S'ensuit une tournée européenne en compagnie du groupe américain Broken Hope, tournée qui passera par le Neurotic Deathfest.
Le line-up change à nouveau : Marc-Antoine Foulon, Charles Collette et Florian Gabriele quittent à leur tour The Walking Dead Orchestra. Le groupe est ainsi rejoint par Florian Gatta (chant), Kévin Reymond (guitare) et Pierrick Debeaux (basse).
En 2017, le groupe signe son second album, Resurrect, chez le label américain Unique Leader Records. Cet album emmena The Walking Dead Orchestra sur la scène du Printemps de Bourges mais aussi du festival français de musique extrême : le Hellfest.